# Калишский уезд
Калишский уезд — административная единица в составе Калишской губернии Российской империи, существовавшая c 1837 года по 1919 год. Административный центр — город Калиш.

## История
Уезд образован в 1837 году в составе Калишской губернии. В 1919 году преобразован в Калишский повят Лодзинского воеводства Польши.

## Население
По переписи 1897 года население уезда составляло 123 013 человек, в том числе в городе Калиш — 24 418 жит., в безуездном городе Блашки — 3995 жит.

### Национальный состав
Национальный состав по переписи 1897 года:
- поляки — 104 988 чел. (85,3 %),
- немцы — 9610 чел. (7,8 %),
- евреи — 5072 чел. (4,1 %),
- русские — 2665 чел. (2,2 %),

## Административное деление
В 1913 году в состав уезда входило 20 гмин: 
| - Блашки — д. Борысловице, - Брудзень — д. Близанов, - Годзеше — д. Годзеше, - Жидов — д. Загоржинск, - Зборов — д. Тыкадлов, - Зберск — д. Зберск, - Ивановице — пос. Ивановице, - Калиш — д. Добржец-Мале, - Камень — д. Камень, - Козьминек — пос. Козьминек, | - Косцелец — д. Корженев, - Мархвач — д. Райско, - Опатовек — пос. Опатовек, - Остров — ф. Бржезины, - Паменьцин — д. Ястржембники, - Ставишин — пос. Ставишин, - Став — пос. Став, - Тынец — д. Тынец, - Хочь — пос. Хочь, - Цеков — д. Цеков. |